# Eurotower
L'Eurotower est un gratte-ciel situé à Francfort-sur-le-Main, en Allemagne. Il se trouve dans le quartier d'affaires de la ville à l'angle de la Kaiserstraße (de) et de la Neue Mainzer Straße (de)

## Histoire
La tour est conçue par les architectes Richard Heil et Johannes Krahnet et construite de 1971 à 1977 par la société Philipp Holzmann. Elle est d'abord le siège de la Bank für Gemeinwirtschaft (de), puis celui de la BCE de 1998 à 2014. Haute de 148 mètres, elle comporte 40 étages et 78 000 m2 de bureaux.

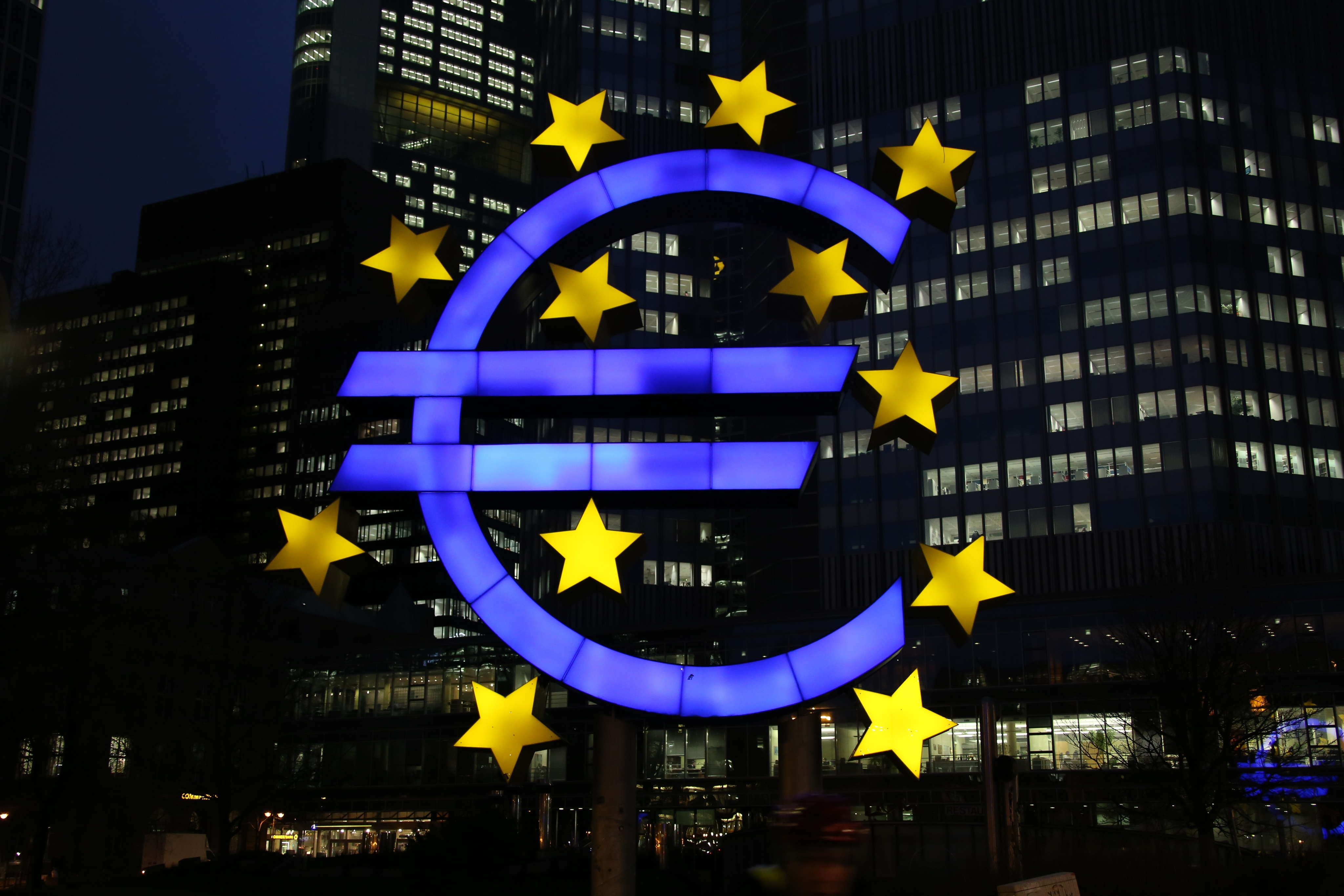
Sculpture de l'euro de nuit, devant l'Eurotower.

La tour est le siège de la Banque centrale européenne (BCE) jusqu’en 2014, date à laquelle ses bureaux sont déplacés dans la nouvelle Skytower, construite spécifiquement pour répondre aux besoins de la BCE.
Une partie des locaux demeure toutefois louée, après une rénovation en 2015, par la BCE pour les besoins de la mission de supervision bancaire — Mécanisme de Surveillance Unique ou SSM selon les initiales en anglais de Single Supervisory Mechanism — réalisée au niveau européen, qui occupe près de mille collaborateurs et qui n'existait pas lors de la validation des plans de la Skytower, ayant été créée en 2014. Cette décision vise également à conserver les symboles que sont la tour et la sculpture de l'euro, pour la monnaie unique et pour la ville de Francfort.